# MF Doom
Дэ́ниел Ду́милье (англ. Daniel Dumile, 13 июля 1971, Лондон — 31 октября 2020[…], Лондон) — британский рэпер и продюсер, известный постоянным ношением маски, необычной манерой исполнения, а также текстами песен, в которых он отыгрывает роль злодея. Он использовал множество псевдонимов, среди которых MF DOOM (позже заменённое на DOOM), Viktor Vaughn, King Geedorah, Metal Face и Metal Fingers.
Думилей начал свой творческий путь в 1988 году, основав с братом DJ Subroc группу KMD, в которой он принял участие под псевдонимом Zev Love X. В 1991 году группа выпустила альбом Mr.Hood, ставший достаточно популярным. В 1993 году DJ Subroc был сбит насмерть при попытке перехода автомагистрали. Несмотря на это, Дэниел продолжил работу над Black Bastards, вторым альбомом группы. В 1994 году, когда альбом был практически готов, лейбл Elektra решил прекратить сотрудничество с группой. Разозлившись на всю музыкальную индустрию, Думилей ушёл в тень.
В 1997 году он вернулся, но уже под псевдонимом MF DOOM и скрывая своё лицо под маской. В 1999 году он выпустил альбом Operation: Doomsday, ставший культовым в андерграунд-хип-хоп-сцене. В 2003 году он выпустил ещё несколько альбомов, среди которых Take Me to Your Leader под псевдонимом King Geedorah и Vaudeville Villain под псевдонимом Viktor Vaughn. Однако первый коммерческий успех пришёл к нему в 2004 году после сотрудничества с продюсером Madlib’ом. Их совместный альбом Madvillainy, выпущенный в составе дуэта Madvillain на лейбле Stones Throw, стал одним из самых успешных альбомов лейбла, одним из самых известных альбомов MF DOOM’а и первым альбомом музыканта, попавшим в чарт Billboard 200. В том же году он выпустил сольный альбом MM..Food, также ставшим одним из самых известных его альбомов. В 2005 году совместно с Danger Mouse в составе дуэта Danger Doom он выпустил альбом The Mouse and the Mask. Альбом стал самым коммерчески успешным альбомом Думилея, поднявшись на 41-ю строчку Billboard 200. В 2009 году Думилей, сокративший псевдоним до DOOM, выпустил альбом Born Like This. В 2012 году совместно с Jneiro Jarel в составе дуэта JJ DOOM он выпустил альбом Key to the Kuffs. В 2014 году совместно с Bishop Nehru он выпустил альбом NehruvianDOOM в составе одноимённого дуэта.
Помимо музыки, он сотрудничал с телеканалом Adult Swim, в озвучке мультсериалов которого он принял участие. Также он принял участие в создании посвящённых ему пар обуви: совместно с фирмой Nike он выпустил сникеры Nike SB Dunk High «MF DOOM», а с фирмой Clarks Originals — 2 пары ботинок Clarks Wallabee.

## Биография

### 1971—1993: Ранние годы и KMD
Дэниел Думилей родился 13 июля 1971 года в Лондоне. Его мать была из Тринидада и Тобаго, а отец, работавший учителем, — из Родезии (нынешнего Зимбабве). В детстве он переехал вместе с семьей в Нью-Йорк и вырос на Лонг-Айленде, однако так никогда и не стал гражданином США. В юношестве он увлекался прослушиванием музыки, чтением комиксов и видеоиграми.

Zev Love X в начале 90-х

В 1988 году, взяв псевдоним Zev Love X (читается «Зев Лав Экс»), он, со своим младшим братом Динилизве «DJ Subroc» Думилеем и Jade 1, позже ставшим известным под псевдонимом Rodan, основал группу KMD. Изначально группа, название которой было сокращением от «Kausin Much Damage» (в переводе с англ. — «Наносим много ущерба»), задумывалась как команда граффити-художников. Через некоторое время Rodan покинул группу чтобы сосредоточиться на учёбе. В то же время Zev Love X знакомится с MC Serch, который позже пригласит его поучаствовать в записи трека «The Gas Face» его группы 3rd Bass из их дебютного альбома. После прослушивания трека A&R Данте Росс (англ. Dante Ross) узнал о KMD, связался с ними, и подписал группу на лейбл Elektra Records. После этого группа сменила название — она так и осталась KMD, но теперь это сокращение означало «a positive Kause in a Much Damaged society» (в переводе с англ. — «Позитивный процесс в очень разрушенном обществе»). Также к ней добавился третий участник, Onyx the Birthstone Kid. В 1991 году KMD выпустили свой первый альбом, Mr. Hood, некоторые треки из которого, такие как «Peachfuzz» и «Who Me?», стали достаточно популярными. Клипы группы транслировались по телевидению, в музыкальных телепрограммах Yo! MTV Raps и Rap City.
Группа начала работу над вторым альбомом. В это время Думилей начал замечать, что всё вокруг него стало меняться, а его друзья стали исчезать. «Были убиты, оказались в тюрьме или ещё что-то», — говорит музыкант. В 1993 году, когда для альбома оставалось записать два трека, случилась трагедия: DJ Subroc был сбит насмерть при попытке перейти автомагистраль I-495, также известную как Long Island Expressway. Смерть брата сильно повлияла на Думилея, сделав его, по словам Данте Росса, «очень разгневанной личностью».
Несмотря на всё это, он продолжил работу над альбомом. В апреле 1994 года на лейбле Elektra был выпущен первый сингл из альбома, «What A Nigga Know». Также было придумано название альбома, Black Bastards (в переводе с англ. — «Чёрные ублюдки»), назначена дата выхода альбома (3 мая 1994 года) и промокопии альбома были разосланы прессе. Также была создана обложка, стилизованная под игру виселица: на ней изображён маскот группы, мультяшный персонаж-самбо, повешенный на виселице. Одна из копий обложки попала в руки к Терри Росси (англ. Terri Rossi), колумнистке журнала Billboard. Она резко осудила как данную обложку, так и лейбл Elektra. Лейбл, опасаясь скандала наподобие скандала с синглом «Cop Killer» группы Body Count, решил отменить выпуск альбома и прекратить сотрудничество с KMD. Сам музыкант считает, что проблема была не только в обложке:

Это должно было быть нечто большее, чем обложка, потому что когда мы спросили насчёт изменения обложки, они не стали нас слушать. Наверное, то, что мы делали, должно было наделать много шума там, где у них были финансовые интересы.
Оригинальный текст (англ.)It had to be more than the cover [when it came to Elektra not being pleased] because then we asked what if we changed it, and they weren’t hearing it. I guess what we were doing was going to make waves in places where they had financial interests.

Согласно музыканту и Данте Россу, стоимость записи альбома, разрешения проблем с сэмплами и записи невыпущенного клипа на трек «What A Nigga Know» составила 200 000 долларов. Однако лейбл был готов смириться с убытками, лишь бы избежать скандалов. Все материалы, связанные с альбомом, были отданы Думилею. Однако, как рассказывает музыкант, никто не хотел иметь с ним дела:

Это был мёртвый альбом, все его боялись. Мы пытались его продать, но все от него отвернулись. Поверьте, я бы хотел сотрудничать с бизнесом, если бы бизнес в тот момент хотел сотрудничать со мной. Просто всё выглядело так, будто у засранцев внезапно пропал ко мне интерес.
Оригинальный текст (англ.)It was a dead album, everybody was scared of it. We shopped it and everybody shot it down. Believe me, I would have wanted something to do with the business if the business wanted anything to do with me back then. It just seemed that, all of a sudden, motherfuckers didn’t want to fuck with me anymore.

В то же время Black Bastards нелегально продавался пиратами, возведя группу KMD в статус культовой в андерграунд среде. Позже альбом всё-таки был официально выпущен. В 1999 году вышел EP Black Bastards Ruffs + Rares, на котором были несколько треков из альбома. В 2001 году весь альбом был выпущен на лейбле Sub Verse Music.
После всех произошедших событий Думилей ушёл с хип-хоп-сцены, живя «практически без дома, гуляя по улицам Манхэттена, спя на скамейках» и поклявшись отомстить «индустрии, которая истерзала его». Он также переехал из Нью-Йорка в Атланту.

### 1997—2001: Начало сольной карьеры иOperation: Doomsday
После ухода в тень Думилей создал новое альтер эго — MF Doom (читается «Эм-Эф Дум»; изначально использовался вариант написания M.F. Doom). По словам музыканта, MF Doom сочетает в себе образы всех злодеев и одновременно является пародией на них всех. MF — сокращение от Metal Face (в переводе с англ. — «Металлическое лицо»), а Doom — одновременно отсылка к Доктору Думу из комиксов Marvel и сокращённый вариант его фамилии, которым в детстве его называла мать. В 1997 году MF Doom начал читать рэп на открытых мероприятиях в Манхэттене, натягивая на голову носок, так как хотел сохранить альтер эго анонимным. Позже граффити-художник Lord Scotch придумал для него маску. Изначально он хотел использовать маску Дарта Мола из фильма «Звёздные войны. Эпизод I: Скрытая угроза», покрашенную в серебряный цвет, но позже они решили использовать маску, созданную на основе маски Максимуса Децима Меридия из фильма «Гладиатор». После этого музыкант не появлялся на публике без маски (за исключением проблесков в клипах на треки «Mr. Clean» и «?»). В интервью 2004 года MF Doom рассказал, почему он носит маску:

Как по мне, хип-хоп идёт в направлении, когда он почти на 100 % о чём угодно, кроме самой музыки — как ты выглядишь, как звучит твоё имя, что ты носишь, какие бренды, какие вещества употребляешь — всё что угодно, кроме самого звучания музыки. С помощью маски я заявляю — эй, это всё не о том — это должно быть про то, что ты записываешь.
Оригинальный текст (англ.)To me, from the musical aspect, hip-hop is going in a direction where almost damn near 100% it’s about everything besides the music — what you look like, the sound of your name, what you’re wearing, the brand of clothing, whatever intoxicant you choose to put in your body — everything except for what the music sounds like. The mask is really a testament to — yo, it’s not about none of that — it’s straight about the rec[ord]

В 1997 году MF Doom выпустил на лейбле Fondle ’Em Records сингл «Dead Bent», вместе с треками «Gas Drawls» и «Hey!». Сингл завоевал популярность в андерграунд хип-хоп-среде Нью-Йорка. По словам основателя лейбла, Боббито Гарсии (англ. Bobbito Garcia), сингл MF Doom’а продавался лучше, чем перевыпущенный альбом Black Bastards, несмотря на то, что группа KMD была более известной.
В 1999 году он выпустил первый сольный альбом, Operation: Doomsday. Альбом также включал в себя синглы, выпущенные ранее под псевдонимом M.F. Doom, однако сам альбом был выпущен уже под новым вариантом псевдонима — MF Doom. Альбом приобрёл статус культового в андерграунд хип-хоп-среде. Журнал Fact называет его «настоящей классикой». Журнал XXL заявляет, что «продакшн [альбома] вместе с нешаблонно жёсткой, но умной лирикой MF Doom’а создали смертельную комбинацию». Журнал The Source считает, что «альбом открыл дорогу творчеству MF Doom’а, ставшему легендарным как среди слушателей хип-хопа старой школы, так и среди поклонников новой школы».
В то время MF Doom также сотрудничал с группой Monsta Island Czars, которые приняли участие в записи альбома. Было решено придумать каждому участнику альтер эго на основе мифов о Годзилле. MF Doom создал альтер эго King Geedorah (читается «Кинг Ги́дора»; в альбоме использовался вариант написания King Ghidra) — трёхголового золотого дракона из космоса, основанного на Кинге Гидоре из фильма «Гидора, трёхголовый монстр». Это альтер эго использовалось в нескольких треках в альбоме Operation: Doomsday, а позже MF Doom выпустил альбом, целиком написанный от лица данного персонажа.
Помимо этого, с 2001 по 2005 год MF Doom под псевдонимом Metal Fingers (в переводе с англ. — «Металлические пальцы») выпустил десять инструментальных альбомов из серии Special Herbs, инструменталы с которых он, а также ряд других рэперов, использовал в других своих альбомах.

### 2002—2004: King Geedorah, Viktor Vaughn и Madvillain

Граффити, нарисованное в районе Маленькое Гаити города Майами, на котором изображён MF Doom в позе с обложки альбома Madvillainy

В 2003 году MF Doom от лица его альтер эго King Geedorah выпустил альбом Take Me to Your Leader.Альтер эго было взято у одноимённого монстра, врага Годзилы Кинга Гидора из фильмов жанре кайдзю. Сам MF Doom на нём присутствует только на нескольких треках, на остальных же он только работал над инструменталами, позволив читать текст своим друзьям. Сами же инструменталы созданы с использованием сэмплов соул- и рок-композиций 80-х, а также отрывков телевизионных передач Наиболее часто в альбоме слышны вставки из фильмов и Годзиле и Кинг Гидоре. Ряд музыкальных критиков называют Take Me to Your Leader «странным», а также «незамеченным» альбомом.
Позже в 2003 году MF Doom также выпустил альбом Vaudeville Villain от лица ещё одного альтер эго, Viktor Vaughn (читается «Ви́ктор Вон»). Его имя является отсылкой к полному имени Доктора Дума — Виктор фон Дум (англ. Victor von Doom). Альбом рассказывает историю «водевильного злодея» (что отражено в названии альбома), который путешествовавший во времени и по итогу застрявшем в Нью-Йорке 90-х годов без денег.
Однако первый коммерческий успех пришёл к MF Doom’у в марте 2004 года с выходом Madvillainy — совместного альбома с Madlib’ом в составе дуэта Madvillain. Альбом был выпущен лейблом Stones Throw Records и был успешно принят критиками, многие из которых до этого не слышали MF Doom’а: публикации, посвящённые альбому, были опубликованы в ряде журналов, среди которых Rolling Stone, The Washington Post, The New York Times, The New Yorker и Spin. Альбом достиг 179-й позиции в чарте Billboard 200 и стал одним из самых успешных альбомов лейбла. В поддержку альбома Madvillain провели концертный тур совместно с J Dilla, с выступлениями в Лос-Анджелесе, Сан-Франциско, Нью-Йорке и Торонто.
В августе 2004 года от лица альтер эго Viktor Vaughn он выпустил альбом Venomous Villain. Продюсеров для альбома MF Doom выбрал с помощью жеребьёвки, выбирая из инструменталов, присланных ему неизвестными андерграунд хип-хоп продюсерами. Критики прохладно восприняли альбом. Pitchfork назвал его «сиквелом к Vaudeville Villain только по названию, но не по духу». Это был последний альбом, выпущенный от лица King Geedorah/Viktor Vaughn.
Осенью 2004 года MF Doom подписал трёхлетний контракт с лейблом Rhymesayers. В ноябре он выпустил на нём альбом MM..Food. Альбом стал первым альбомом MF Doom’а, где он был и рэпером, и продюсером. Название альбома является анаграммой псевдонима музыканта, а также отражает основную тему альбома, которой является еда. Названия композиций и их тексты также содержат метафоры и отсылки к пище. MM..Food стал одним из самых успешных проектов музыканта. Альбом был позитивно воспринят как слушателями, так и критиками. Сайт HipHopDX называет его «ещё одним отличным альбомом», а журнал The Source — «вечным альбомом».

### 2005—2009:The Mouse and the MaskиBorn Like This
В 2005 году MF Doom, всё ещё будучи андерграундным рэпером, совершил большой шаг в сторону мейнстрима, выпустив совместно с Danger Mouse в составе дуэта Danger Doom альбом The Mouse and the Mask. Альбом был выпущен на лейблах Epitaph и Lex. Альбом был записан совместно с телеканалом Adult Swim и использовал голоса персонажей из мультсериалов канала, среди которых Aqua Teen Hunger Force, «МорЛаб 2021» и «Харви Бёрдман». The Mouse and the Mask стал самым продаваемым альбомом MF Doom’а и поднялся на 41-ю строчку Billboard 200. Также в 2005 году MF Doom принял участие в записи трека «November Has Come» из альбома Demon Days группы Gorillaz, который поднялся на шестую позицию чарта Billboard 200.
В 2006 году MF Doom сотрудничал с Ghostface Killah, спродюсировав несколько треков сразу в двух его альбомах — Fishscale и More Fish. Также планировался совместный альбом в составе дуэта DOOMSTARKS под названием Swift & Changeable. Музыканты даже появились вместе на обложке журнала Mass Appeal. Однако альбом постоянно откладывался и не был выпущен.
30 мая 2006 года Adult Swim выпустил Occult Hymn  — бесплатный EP, записанный MF Doom’ом в составе Danger Doom. MF Doom позже продолжил работу с Adult Swim, приняв участие в озвучке мультсериалов канала, среди которых жираф Шерман из «Идеальная причёска навсегда», а также в озвучке рекламы «Гетто». Помимо этого, видеовставки с MF Doom’ом использовались между передачами в период рождества 2006 года.

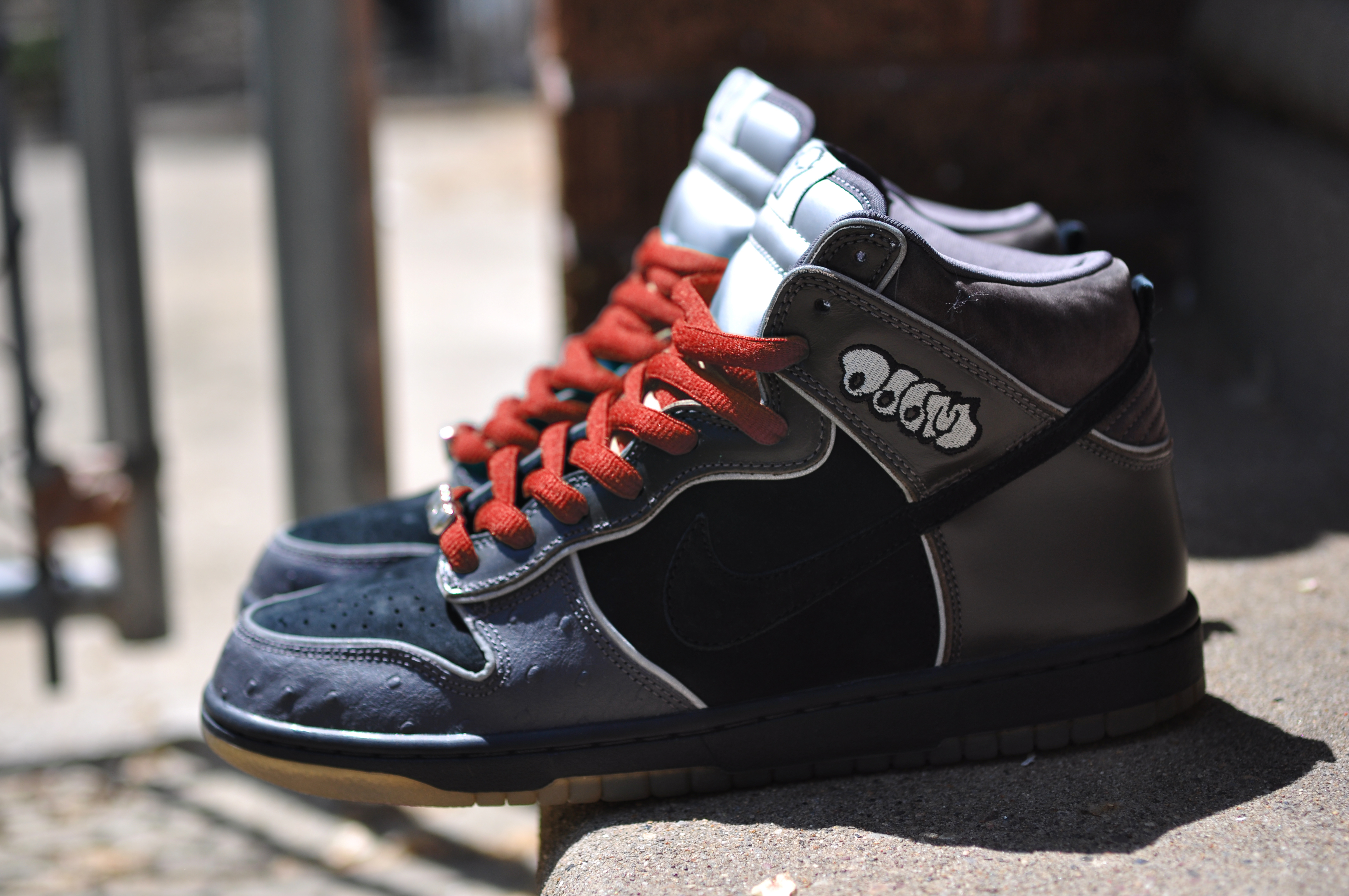
Nike SB Dunk High «MF Doom»

В 2007 году фирма Nike совместно с MF Doom’ом выпустила сникеры Nike SB Dunk High «MF Doom», посвящённые музыканту. Они были окрашены в серо-чёрные тона с красными шнурками и использовали логотипы музыканта: надпись «DOOM» с обеих сторон, выполненную в стиле граффити, изображение маски MF Doom’а на язычке и металлическую застёжку с надписью «VLN» (сокращение от англ. villain — «злодей») на шнурках. Помимо этого, музыкант сотрудничал с Clarks Originals, вместе с которыми он выпустил две пары ботинок Clarks Wallabee: первый вариант был выпущен в 2013 году, сделан из кожи и окрашен в коричневый цвет, а второй, выпущенный в декабре 2014 года, был сделан из велюра, окрашенного в синий, с оранжевой подошвой — цвета баскетбольного клуба Нью-Йорк Никс, любимой команды MF Doom’а. На обоих вариантах сбоку расположен логотип в виде маски музыканта, которая также используется внутри, в качестве повторяющегося узора. К обеим парам был также прикреплён ярлык, на котором изображена надпись «DOOM» в стиле граффити.
В 2009 году MF Doom, сменивший псевдоним на DOOM, выпустил альбом Born Like This на лейбле Lex. В записи альбома приняли участие Raekwon и Ghostface Killah, а продюсерами альбома, помимо DOOM’а, стали Jake One, Madlib и J Dilla, чьи инструменталы были использованы уже после его смерти. Born Like This был позитивно воспринят критиками. Альбом стал первым сольным альбомом музыканта, попавшим в чарты США, заняв 52-ю строчку Billboard 200.
В том же году DOOM совместно с Ghostface Killah записал заглавную композицию саундтрека игры Grand Theft Auto: Chinatown Wars — трек «Chinatown Wars». Продюсером трека стал Oh No.

### 2010—2020:Key to the Kuffs,NehruvianDOOMи DOOMSTARKS
В начале 2010 года DOOM выпустил Gazzillion Ear EP на лейбле Lex. Данный EP включал в себя различные ремиксы трека «Gazzillion Ear» из альбома Born Like This, среди которых ремикс Тома Йорка и два ремикса Jneiro Jarel, с которым DOOM позже запишет совместный альбом. Позже для свободного скачивания был выпущен ещё один ремикс, «Gazzillion Ear (MADVILLAINZ Remix)», в записи которого, помимо DOOM’а и Madlib’а, принял участие Канье Уэст, который является хорошим другом DOOM’а. Выход EP совпал по времени с первыми выступлениями DOOM’а за пределами США — концертным туром по Великобритании. Первое из выступлений прошло 5 марта 2010 года в лондонском концертном зале The Roundhouse, при поддержке лейбла Lex и музыкального фестиваля Sónar. После этого последовали выступления по всей Европе, среди которых совместное выступление с Gorillaz в Лондоне и Париже.
В том же году он выпустил компиляцию DOOM!, в которую вошли несколько выпущенных ранее треков, совместный с Ghostface Killah трек «Chinatown Wars», совместный с RZA трек «Biochemical Equation», а также несколько невыпущенных ранее треков. Также в рамках программы по выпуску синглов Adult Swim Singles Program 2010 был выпущен совместный с Madlib’ом трек «Papermill». Помимо этого, в 2010 году на лейбле Gold Dust Media был выпущен концертный альбом Expektoration. Считается, что альбом был записан 14 сентября 2009 года на концерте в Нью-Йорке. Однако, по мнению музыкального критика Нейта Патрина (англ. Nate Patrin) из Pitchfork, альбом был записан гораздо раньше, в 2004—2005 годах, поскольку в нём звучат только треки из альбомов, выпущенных в то время.
Вернувшись в США, DOOM узнал, что ему запрещён въезд в страну, на что он ответил «я покончил с Соединёнными Штатами, это не проблема», после чего вернулся в Великобританию и поселился в южном Лондоне. После возвращения он начал записывать совместные треки с Jneiro Jarel, коллегой по лейблу Lex, с которым он ранее уже сотрудничал. Вместе они создали дуэт JJ DOOM. Одними из первых треков, которые они записали, стали «Retarded Fren», совместная работа с участниками группы Radiohead Томом Йорком и Джонни Гринвудом, и ремикс Дейва Ситека на трек «Rhymin Slang». Оба трека были выпущены для свободного скачивания в декабре 2011 года, а 21 апреля 2012 года, в день музыкального магазина, они были выпущены в составе сборника Complex Volume 1, выпущенного в честь десятилетия лейбла Lex.
17 июля 2012 года рэпер Masta Ace выпустил альбом MA Doom: Son of Yvonne, в котором использовал инструменталы MF Doom’а из серии Special Herbs. Альбом был достаточно позитивно воспринят критиками. Журнал Fact назвал его «ностальгическим путешествием» рэпера, сайт HipHopDX — «интригующим дополнением к дискографии Ace’а», а сайт The A.V. Club — «тесным сотрудничеством между двумя закалёнными ветеранами», отметив, однако, отсутствие новых инструменталов.
20 августа 2012 года дуэт JJ DOOM выпустил альбом Key to the Kuffs. Альбом включал в себя совместные треки с Деймоном Албарном, участником групп Gorillaz и Blur, и Бет Гиббонс из группы Portishead. Key to the Kuffs получил положительные отзывы критиков, однако стал менее успешным, чем предыдущий альбом DOOM’а, поднявшись на 148-ю строчку Billboard 200. Через год, 20 августа 2013 года, была выпущена обновлённая версия альбома под названием Key To The Kuffs (Butter Edition), в которую, помимо самого альбома, вошли ремиксы треков из альбома, а также несколько новых треков.
В сентябре 2012 года DOOM дал интервью сайту HipHopDX. В нём он заявил, что считает Key to the Kuffs своим лучшим альбомом, среди выпущенных на тот момент. Он также рассказал, что потерял всю свою коллекцию виниловых пластинок, некоторые из которых использовались при создании его предыдущих альбомов, однако отметил, что ему в любой момент могут помочь его друзья-коллекционеры, среди которых Madlib и J Rocc из группы Beat Junkies. Помимо этого, он рассказал о том, что он общается с рэпером Nas’ом, о том, как Nas читал фристайл под его инструменталы (что очень понравилось DOOM’у, который назвал Nas’a умелым фристайлером), а также не исключил возможность совместной работы с ним.
В феврале 2013 года Ghostface Killah заявил в интервью, что они работают с DOOM’ом над совместным альбомом, ранее известным как Swift & Changeable. По его словам, они находились в процессе выбора треков. Позже он заявил, что альбом «возможно выйдет в этот хеллоуин». В августе 2013 года DOOM (как Viktor Vaughn) принял участие в записи трека «Between Villains», выпущенного диджеем и рэпером Flying Lotus под псевдонимом Captain Murphy в рамках программы по выпуску синглов Adult Swim Singles Program 2013. Earl Sweatshirt и Thundercat также появились на треке.
В августе 2013 года было объявлено, что DOOM и американский рэпер Bishop Nehru работают над совместным альбомом. Альбом, названный NehruvianDOOM, был выпущен в составе одноимённого дуэта 7 октября 2014 года. Он стал более успешным, чем предыдущий альбом DOOM’а, поднявшись на 59-ю строчку Billboard 200. В целом, альбом был положительно оценен критиками, хотя их мнения разошлись: часть критиков положительно оценила альбом, остальные отозвались о нём более прохладно. Журнал NME назвал его «интересным, но ненужным». Журнал XXL назвал альбом «демонстрацией огромного потенциала» Nehru, посетовав на небольшую продолжительность альбома. Журнал The Wire заявил, что «Nehru неотличим от других домашних рэперов, засоряющих Soundcloud своими фристайлами под старые инструменталы из серии Special Herbs». Сайт HipHopDX был более благосклонен, назвав NehruvianDOOM «невероятно изобретательной попыткой использовать музыку, ставшую уже классической, у которой получается звучать приятно, а иногда и причудливо».
В ноябре 2014 года совместно с Flying Lotus он выпустил трек «Masquatch», попавший в саундтрек переиздания игры Grand Theft Auto V.
В декабре 2014 в ходе своей AMA (англ. Ask Me Anything, персональной интернет-конференции, во время которой известные люди отвечают на вопросы пользователей) на сайте Reddit Ghostface Killah рассказал, что совместный альбом с DOOM’ом должен выйти в 2015 году. Позже выход альбома был перенесён на февраль 2016 года. В сентябре 2015 года в рамках программы по выпуску синглов Adult Swim Singles Program 2015 они выпустили совместный трек «Lively Hood». Позже он также был выпущен ограниченным тиражом в виде винилового сингла.
Также в сентябре 2015 года был выпущен совместный альбом рэпера M.E.D., рэпера Blu и продюсера Madlib Bad Neighbor, в записи трека «Knock Knock» с которого DOOM принял участие.
В ноябре 2015 года DOOM выпустил видео «A Villainous Adventure», в котором помимо своего нового места жительства рассказал о планах на 2016 год, заявив, что планирует выпустить много нового материала.
В июне 2016 года австралийская группа The Avalanches выпустила сингл «Frankie Sinatra», в записи которого приняли участие MF Doom и Дэнни Браун.

## Личная жизнь

### Семья
Дэниел Думилей был женат, его жену зовут Джасмин (англ. Jasmine), у них пятеро детей. Джасмин также является владельцем его личного лейбла, Metal Face. Сын Дэниеля Думилье Малахи, умер в возрасте 14 лет по неустановленным причинам в конце 2017 года.

### Запрет на въезд в США
С момента переезда в детстве, Думилей не имел гражданства США, из-за чего он не мог покидать территорию страны. Однако в 2010 году, решив, что наличие жены-гражданки США и пятерых детей будет достаточным для возвращения, он оформил паспорт Великобритании и отправился туда с концертным туром. Но вернувшись в 2012 году он обнаружил, что сотрудники таможни не пускают его обратно, на что музыкант ответил: «я покончил с Соединёнными Штатами, это не проблема».
В 2015 году он выпустил видео «A Villainous Adventure» (в переводе с англ. — «Злодейское приключение»), в котором он показал свой новый дом в Сент-Люсии с видом на бухту. Также в видео было показано как он путешествует на катере между Сент-Люсией и Кубой.

## Смерть
31 декабря 2020 года по Восточно-американскому времени на официальном аккаунте исполнителя в Instagram появилась публикация с сообщением от его жены Жасмин, где она сообщила о смерти супруга. Также она поблагодарила его за всё, что он сделал для неё и их детей, и уточнила что MF DOOM умер 31 октября 2020 года, однако никто кроме близких рэпера об этом не знал. В 2023 году Жасмин сообщила, что Думиль умер от ангионевротического отёка (отёк Квинке), редкой реакции на лекарство от кровяного давления, которое ему недавно прописали. Ранее (до официального сообщения) считалось, что главной причиной смерти стала лёгочная эмболия и осложнения, вызванные COVID-19.
Свои соболезнования семье MF DOOM выразили многие известные хип-хоп продюсеры и исполнители включая DJ Premier, Jojo Pellegrino, Chuck D, Tyler, The Creator, Дензел Карри, Ghostface Killah, и многих других.

## Использование двойников
MF Doom был неоднократно замечен за использованием двойников: на концертах в Лос-Анджелесе, Чикаго, Лондоне и Сан-Франциско. Изначально музыкант пытался оправдываться, заявив, что причиной слухов о двойниках была потеря веса, но позже его промоутер заявил, что слухи были верны. «Всё это, ему это нравится. Это всё его план. Ему нравится внимание, и ему нравится приводить людей в замешательство», — заявил промоутер. В интервью журналу Rolling Stone MF Doom также заявил, что его не волнует гнев фанатов: «Всё, что мы делаем, мы делаем в злодейском стиле. У каждого есть право понять или не понять нас». Он также отметил, что «когда вы приходите на концерт Doom’а, вы приходите слушать музыку, а не смотреть». В феврале 2010 года, во время выступления двойника MF Doom’а в Торонто, на сцену вышел настоящий MF Doom.

## Дискография

### Сольные альбомы
- 1999: Operation: Doomsday
- 2003: Take Me to Your Leader (как King Geedorah)
- 2003: Vaudeville Villain (как Viktor Vaughn)
- 2004: Venomous Villain (как Viktor Vaughn)
- 2004: MM..Food
- 2009: Born Like This (как DOOM)

### Совместные альбомы
- 1991: Mr. Hood (как Zev Love X совместно с KMD)
- 1993: Black Bastards (как Zev Love X совместно с KMD)
- 2003: Escape from Monsta Island! (как King Geedorah совместно с Monsta Island Czars)
- 2004: Special Herbs + Spices Volume 1 (совместно с MF Grimm)
- 2004: Madvillainy (совместно с Madlib в составе Madvillain)
- 2005: The Mouse and the Mask (совместно с Danger Mouse в составе DANGERDOOM)
- 2012: Key to the Kuffs (совместно с Jneiro Jarel в составе JJ DOOM)
- 2014: NehruvianDOOM (совместно с Bishop Nehru в составе NehruvianDOOM)
- 2019: Czarface Meets Metal Face (совместно с Czarface)
- 2021: Super What? (совместно с Czarface)

### Концертные альбомы
- 2005: Live from Planet X
- 2010: Expektoration

### Компиляции
- 2004: Special Blends Volume 1 & 2
- 2006: Special Herbs: The Box Set Vol. 0-9
- 2008: Madvillainy 2: The Madlib Remix
- 2009: Unexpected Guests
- 2017: The Missing Notebook Rhymes

### EP
- 2000: MF EP (совместно с MF Grimm)
- 2006: Occult Hymn (совместно с Danger Mouse в составе DANGERDOOM)
- 2008: MF Doom & Trunks Presents Unicron (совместно с Trunks)
- 2010: Gazzillion Ear EP
- 2011: Victory Laps EP (совместно с Ghostface Killah в составе DOOMSTARKS)
- 2014: Bookhead EP (совместно с Jneiro Jarel в составе JJ Doom[138])

### Инструментальные альбомы
- 2001: Special Herbs, Vol. 1
- 2002: Special Herbs, Vol. 2
- 2002: Special Herbs, Vol. 3
- 2003: Special Herbs, Vol. 4
- 2003: Special Herbs, Vols. 4, 5 & 6
- 2004: Special Herbs, Vols. 7 & 8
- 2005: Special Herbs, Vols. 9 & 0